# Примо и Эпико
Примо и Эпико (исп. Primo & Epico) — пуэрто-риканская команда рестлеров, выступавшие в WWE. Команда состоит из двоюродных братьев — Примо Колона (Примо, Диего) и Эпико Колона (Эпико, Фернандо). Примо — сын Карлоса Колона и младший брат бывшего рестлера WWE Карлито, Эпико приходится им соответственно племянником и двоюродным братом.
Как команда выступали в WWE с 2011 по 2020 год, когда они дебютировали как «Примо и Эпико» (исп. Primo & Epico). С 2013 по 2015 выступали как «Матадоры» (исп. Los Matadores) — Диего и Фернандо. В 2016 году вернулись к образу пуэрто-риканской команды «Сияющие звезды» (англ. The Shining Stars). C 2017 выступали под своей настоящей фамилией «Колоны» (англ. The Colóns).

## World Wrestling Entertainment (WWE)

### Матадоры (2013—2015)
19 августа на RAW было показано промо о том, что вскоре в WWE дебютирует новая команда под названием Los Matadores. На RAW от 23 сентября 2013 года стало известно, что команда Los Matadores дебютирует на следующем RAW.
Los Matadores, как говорилось ранее, дебютировали на RAW от 30 сентября 2013 года. Их талисманом стал карлик-бычок Эль Торито, ранее известен как Маскарита Дорада. Они победили Хита Слейтера и Джиндера Махала из группировки 3МВ, после Двойного Самоанского Дропа. На следующем SmackDown, ребята из 3МВ взяли реванш у матадоров. В этом матче снова победили лучадоры, после своего финишера на Махале. 7 октября на RAW, Матадоры третий раз бились против 3МВ, в составе Джиндера Махала и Дрю Макинтайра. Испанские лучадоры снова победили, после своего финишера. После матча Хит Слейтер попытался догнать Эль Торито, но Матадоры не дали ему этого сделать и бычок провёл Слейтеру Хурриканрану с третьего каната.
11 октября, на SmackDown, Матадоры победили Los Locales (Тайсон Кидд и Рикардо Родригес под масками). После матча, бычок провёл Кидду Хурриканрану с третьего каната, а затем Диего и Фернандо провёли Тайсону Двойной Самоанский Дроп, с прыжком бычка. 14 октября на RAW, Матадоры снова победили 3МВ. После матча лучадоры провели Джиндеру Махалу Двойной Самоанский Дроп с прыжком от бычка.
После этого Матадоры начали вражду с Настоящими Американцами (Джек Сваггер и Сезаро), хотя она началась ещё до их дебюта, в Твиттере. 18 октября на SmackDown, во время матча Братьев Усо (Джимми и Джей) против Настоящих Американцев, вышли Матадоры и Эль Торито сбил с ног менеджера Американцев — Зеба Колтера. Сезаро и Сваггер отвлеклись на это, чем и воспользовался один из братьев Усо, скрутив Джека Сваггера в удержание.
Через неделю на SmackDown Матадоры победили 3МВ. Во время матча на рампу вышли Настоящие Американцы с их менеджером, чтобы посмотреть на лучадоров. Уже после матча Матадоры и Эль Торито выкинули с ринга Джиндера Махала, после чего бычок ещё и провел ему сальто с третьего каната за ринг. После всего этого Зеб Колтер сообщил, что на Hell in a Cell Матадоры будут сражаться с Джеком Сваггером и Антонио Сезаро.
На Hell in a Cell Матадоры победили Настоящих Американцев после своего второго финишера на Джеке Сваггере. После матча фейсы поиздевались над Зебом Колтером, Эль Торито провёл Сезаро Хурриканрану, а Сваггеру — Кроссбади.
На следующем RAW, в который раз, дрались против 3МВ. Во время матча Эль Торито ослепил Хита Слейтера огнетушителем. Дрю Макинтайр, который стоял на ринге, на это отвлекся, после чего Матадоры провели ему Двойной Самоанский Дроп и удержание. После матча Эль Торито провел Слейтеру Клоузлайн с канатов.
Через два дня на шоу Main Event Матадоры победили Los Locales после Двойного Самоанского Дропа. Во время матча Эль Торито отвлек Локалов, после чего прыгнул за ринг на одного из них. После этого Матадоры, вместе со Сантино Мареллой побеждали полный состав 3МВ.
15 апреля 2020 года Примо и Эпико были освобождены от своих контрактов с WWE.

## Интересные факты
- Название «Эль Торито», в переводе с испанского как «Бык».

## В рестлинге
- Финишеры
  - Как Los Matadores
    - Двойной Самоанский Дроп

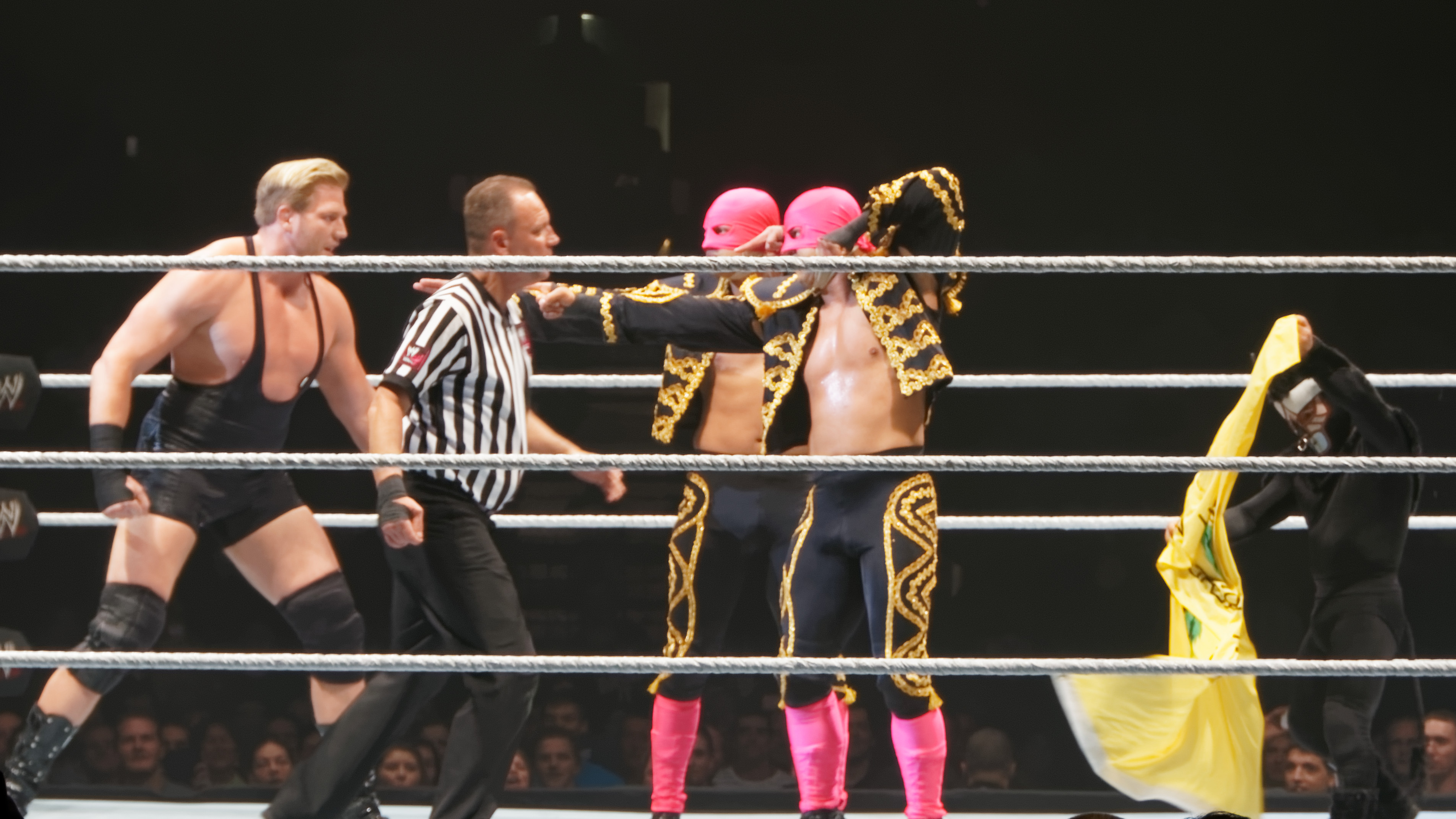
Матадоры готовятся провести «Двойной Самоанский Дроп» Джеку Сваггеру

    - Двойной Самоанский Дроп и Сидящий Сентон (с Эль Торито)

  - Как Shining Stars
    - Двойной Бекстаббер
- Любимые приемы
  - Двойной суплекс
  - Двойной Боди Дроп назад
- Менеджеры
  - Роза Мендес (англ. Rosa Mendes)
  - Эль Торито (англ. El Torito)
- Музыкальные темы
  - «Barcode» от Jack Elliot featuring Lewis Hotchin (17 ноября 2011 года — 2 ноября 2012 года)
  - «Enchanted Isle» от Jim Johnston (2 ноября 2012 года — 14 июня 2013 года)
  - «Olé Olé» от Jim Johnston (30 сентября 2013 года — 8 сентбяря 2015 года)
  - «Shining Star» от CFO$ (16 мая 2016 года — present)

## Титулы и награды
- WWE
  - Командные чемпионы WWE (1 раз)